# Hällestad-Trävattna församling
Hällestad-Trävattna församling var en församling i Skara stift och i Falköpings kommun. Församlingen uppgick 2006 i Floby församling.

## Administrativ historik
Församlingen bildades 2002 genom sammanslagning av Hällestads och Trävattna församlingar och ingick sedan till 2006 i Floby pastorat. Församlingen uppgick 2006 i Floby församling.

## Kyrkor
- Hällestads kyrka
- Trävattna kyrka